# St Albans
St Albans è una città del Regno Unito che si trova nella contea inglese dell'Hertfordshire.
Situata circa 35 km a nord di Londra, è il centro principale dell'omonimo distretto.

## Storia
Con il nome di Verulamium, fu la prima maggiore città della Britannia sulla strada romana che da Dover portava al vallo di Adriano.
Il nome attuale deriva da sant'Albano d'Inghilterra, primo martire inglese, decapitato nella zona ove in futuro è sorto il principale centro abitato.

## Luoghi d'interesse
La chiesa principale di St Albans, dedicata a sant'Albano, è stata costruita tra il dodicesimo e il quattordicesimo secolo. Nel 1877 diventò una cattedrale.

## Sport

### Football americano
Tra il 1987 e il 1989 sono esistiti i Saint Albans Kestrels, squadra di football americano che ha giocato una finale di Capital League.
Dal 2015 giocano a St Albans gli Hertfordshire Cheetahs.

## Amministrazione

### Gemellaggi
St Albans è gemellata con:
- Fano
- Nyíregyháza
- Nevers
- Odense
- Worms

Inoltre si trattengono rapporti di amicizia con:
- Sylhet
- HMS St Albans (F83)